# Rifargia cossoides
Rifargia cossoides är en fjärilsart som beskrevs av Rothschild 1917. Rifargia cossoides ingår i släktet Rifargia och familjen tandspinnare. Inga underarter finns listade.